# Gerard Granollers
Gerard Granollers Pujol (ur. 30 stycznia 1989 w Barcelonie) – hiszpański tenisista.
Jest młodszym bratem Marcela Granollersa, również tenisisty.

## Kariera tenisowa
Granollers jako zawodowy tenisista startuje głównie w konkurencji gry podwójnej, zwyciężając w piętnastu turniejach o randze ATP Challenger Tour. W 2009 zdobył brązowy medal igrzysk śródziemnomorskich w Pescarze wspólnie z Robertem Bautistą-Agutem.
W rankingu gry pojedynczej najwyżej był na 217. miejscu (5 sierpnia 2013), a w klasyfikacji gry podwójnej na 92. pozycji (24 grudnia 2018).